# 091형 잠수함
한급 잠수함은 중국 최초의 공격원잠이다. 1세대 공격원잠이다. 현재는 3세대 공격원잠인 095형 잠수함이 개발중이다. 미국 국방성의 식별부호는 한급이며, 중국의 제식번호는 09-I이다.

## 역사
주설계자는 중국어 간체자: 黄旭华, 병음: Huang Xuhua이다. 첫 실전배치는 1974년에 있었으며, 마지막인 5번째 함의 실전배치는 1990년에 있었다.

## 파키스탄 임대
1988년 인도가 소련에서 수중배수량 5,100톤의 공격원잠인 찰리급 잠수함을 리스했다. 이에 대한 보복조치로서, 인도와 군사적으로 대립중인 파키스탄은 중국에서 수중배수량 5,500톤의 공격원잠인 한급 잠수함을 리스하려고 했다. 파키스탄은 1991년 인도가 소련에 찰리급 잠수함을 반환하면서, 한급 리스 계획을 취소했다.

## 같이 보기
- 공격 잠수함